# آلتین‌تپه

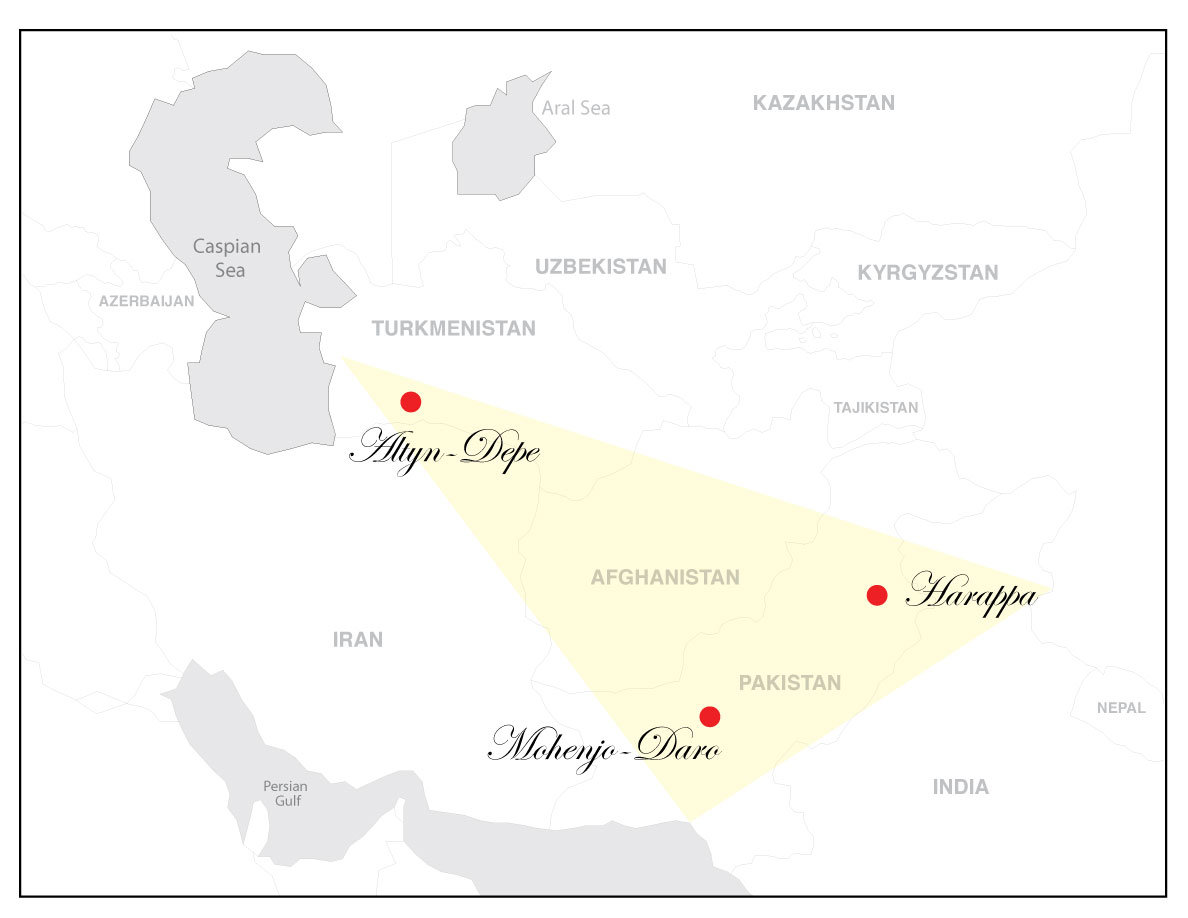
موقعیت آلتین‌تپه در نقشه مدرن خاورمیانه، سایر فرهنگ‌های مس‌سنگی (هاراپا و موهنجودارو)

آلتین‌تپه (ترکمنی سیریلیک: Алтын-Депе، ترکمنی لاتین: Altyndepe، در ترکمنی به معنای تپه طلایی) یک محوطه باستانی مزبوط به عصر برنز در ترکمنستان و در نزدیکی عشق‌آباد است.

## تاریخ
این محوطه برای نخستین بار در ۳۲۰۰ تا ۲۴۰۰ سال قبل از میلاد و در دوره بعدی، ۲۴۰۰ تا ۲۰۰۰ سال قبل از میلاد مسکونی بوده‌است. آلتین تپه در اواخر دوره مس‌سنگی به یک مرکز بزرگ با مساحت ۲۵ هکتار تبدیل شد. این محوطه توسط یک دیوار خشتی و برج‌های مستطیل‌شکل احاطه شده‌بود. این سایت به دلیل بقایای یک زیگورات قابل توجه است. این مجتمع مذهبی با ارزش یک برج چهار طبقه از نوع زیگورات بین‌النهرین بود. این سازه همچنین دارای اصالت زرتشتی توصیف شده‌است. تمدن آلتین تپه با فرهنگ‌های همسایه ارتباط نزدیک داشت.

## ارتباطات
ظروف لعابی مربوط به شمال شرقی ایران (تپه‌حصار، تورنگ‌تپه)، در طول حفاری در قسمت‌های اشرافی‌نشین یافت شده‌است. نمازگاه‌تپه و آلتین‌تپه همچنین با اواخر تمدن دره سند (حدود ۲۰۰۰–۱۶۰۰ قبل از میلاد) در تماس بودند. در آلتین تپه، بسیاری از وسایل تمدن دره سند، از جمله اشیاء ساخته شده از عاج و نیز مهرهایی از نوع تمدن دره سند پیدا شده‌است که حداقل یک مورد حاوی نوشته‌های تمدن دره سند است.

## فرهنگ
ماسون (۱۹۸۸) فرهنگ این تمدن را دارای منشأ دراویدی می‌داند. همچنین، ساریانیدی این تمدن را وابسته به تمدن هندی-ایرانی می‌داند. از نظر مردم‌شناسی، مردمان این تمدن، قفقازی و از نژاد مدیترانه‌ای بوده‌اند. زبان مردمان این تمدن نیز دارای منشأ دراویدی دانسته شده‌است.

## کشاورزی و صنعت
مردمان این تمدن به کشاورزی می‌پرداختند و همچنین شکار دارای اهمیت بوده‌است. گاری‌های دو چرخ از ۳۰۰۰ سال قبل از میلاد مسیح در آلتین‌تپه، اولین شواهد کامل در مورد حمل و نقل چرخ در آسیای میانه است، اگرچه در منابع شواهد نسبتاً قدیمی‌تری نیز ذکر شده‌است. این گاری‌ها ابتدا توسط گاو یا گاو نر کشیده می‌شدند. با این حال یک مدل از یک گاری کشیده شده توسط یک شتر مربوط به ۲۲۰۰ سال قبل از میلاد در آلتین‌تپه یافت شده‌است.